# Fall into the Light
Fall into the Light è un singolo del gruppo musicale statunitense Dream Theater, pubblicato l'11 gennaio 2019 come secondo estratto dal quattordicesimo album in studio Distance over Time.

## Descrizione
Come il precedente singolo, anche Fall into the Light è un brano pesante, caratterizzato dalla presenza costante della chitarra di John Petrucci e ispirato alle sonorità dei Metallica, con una sezione centrale più melodica e dominata dalla chitarra acustica.
Il testo, invece, è opera del bassista John Myung, il quale ha spiegato che esso «riguarda la ricerca verso l'illuminazione che esiste nella vita. Riguarda più i temi di fondo del viaggio della vita e meno di ciò che accade una volta arrivati lì. È un brano di introspezione; di guardarti dentro per trovare la tua felicità individuale».

## Video musicale
In concomitanza con il lancio del singolo, la Inside Out Music ha pubblicato attraverso il proprio canale YouTube un videoclip animato che mostra elementi tratti dalla copertina di Distance over Time ed altri dal singolo stesso.

## Tracce
1. Fall into the Light – 7:04 (testo: John Myung, John Petrucci – musica: John Petrucci, Jordan Rudess, John Myung, Mike Mangini)

## Formazione
Gruppo
- James LaBrie – voce
- John Petrucci – chitarra
- John Myung – basso
- Jordan Rudess – tastiera
- Mike Mangini – batteria

Produzione
- John Petrucci – produzione
- James "Jimmy T" Meslin – registrazione
- Richard Chycki – registrazione voce, produzione vocale aggiuntiva
- Ben Grosse – missaggio
- Tom Baker – mastering